# Scopolia
Scopolia és un gènere de plantes solanàcies que conté 5 espècies, són plantes natives d'Europa i Àsia. Aquest gènere rep el nom en honor de Giovanni Scopoli (1723-88).
Scopolia carniolica és una planta reptant i perenne. L'extracte de Scopolia que conté l'alcaloide escopolamina es fa servir en medicina.

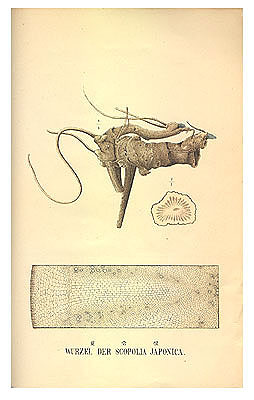
Scopoliae Rhizoma(arrel de Scopolia japonica)

L'espècie emparentada Atropanthe sinensis de vegades s'inclou dins Scopolia com Scopolia sinensis.